# 60-Meter-Hürdenlauf
Der 60-Meter-Hürdenauf ist eine Sprintdisziplin im Hürdenlauf, die vor allem in der Halle gelaufen wird. Sie wird auf einer ausschließlich geraden Strecke ausgetragen, wobei jeder Läufer vom Start bis zum Ziel in seiner eigenen Bahn bleiben muss. Gestartet wird im Tiefstart mit Hilfe von Startblöcken.
In der Halle ist der 60-Meter-Hürdenlauf die kürzeste Strecke, die bei Meisterschaften gelaufen wird. Die besten Männer erreichen eine Zeit unter 7,50 Sekunden, die besten Frauen unter 7,70 Sekunden.

## Statistik

### Medaillengewinner der Hallenweltmeisterschaften

#### Männer
| Jahr | Goldmedaille      | Silbermedaille          | Bronzemedaille                      |
| ---- | ----------------- | ----------------------- | ----------------------------------- |
| 1985 | Stéphane Caristan | Javier Moracho          | Jonathan Ridgeon                    |
| 1987 | Tonie Campbell    | Stéphane Caristan       | Nigel Walker                        |
| 1989 | Roger Kingdom     | Colin Jackson           | Igors Kazanovs                      |
| 1991 | Greg Foster       | Igors Kazanovs          | Mark McKoy                          |
| 1993 | Mark McKoy        | Colin Jackson           | Tony Dees                           |
| 1995 | Allen Johnson     | Courtney Hawkins        | Tony Jarrett                        |
| 1997 | Anier García      | Colin Jackson           | Tony Dees                           |
| 1999 | Colin Jackson     | Reggie Torian           | Falk Balzer                         |
| 2001 | Terrence Trammell | Anier García            | Shaun Bownes                        |
| 2003 | Allen Johnson     | Anier García            | Liu Xiang                           |
| 2004 | Allen Johnson     | Liu Xiang               | Maurice Wignall                     |
| 2006 | Terrence Trammell | Dayron Robles           | Dominique Arnold                    |
| 2008 | Liu Xiang         | Allen Johnson           | Jewgeni Borissow Staņislavs Olijars |
| 2010 | Dayron Robles     | Terrence Trammell       | David Oliver                        |
| 2012 | Aries Merritt     | Liu Xiang               | Pascal Martinot-Lagarde             |
| 2014 | Omo Osaghae       | Pascal Martinot-Lagarde | Garfield Darien                     |
| 2016 | Omar McLeod       | Pascal Martinot-Lagarde | Dimitri Bascou                      |
| 2018 | Andrew Pozzi      | Jarret Eaton            | Aurel Manga                         |
| 2022 | Grant Holloway    | Pascal Martinot-Lagarde | Jarret Eaton                        |
| 2024 | Grant Holloway    | Lorenzo Simonelli       | Just Kwaou-Mathey                   |
| 2025 | Grant Holloway    | Wilhem Belocian         | Liu Junxi                           |

#### Frauen
| Jahr | Goldmedaille              | Silbermedaille         | Bronzemedaille                |
| ---- | ------------------------- | ---------------------- | ----------------------------- |
| 1985 | Xénia Siska               | Laurence Elloy         | Anne Piquereau                |
| 1987 | Cornelia Oschkenat        | Jordanka Donkowa       | Ginka Sagortschewa            |
| 1989 | Jelisaweta Tschernyschowa | Ljudmila Naroschilenko | Cornelia Oschkenat            |
| 1991 | Ljudmila Naroschilenko    | Monique Éwanjé         | Aliuska López                 |
| 1993 | Julie Baumann             | LaVonna Martin         | Patricia Girard-Léno          |
| 1995 | Aliuska López             | Olga Schischigina      | Brigita Bukovec               |
| 1997 | Michelle Freeman          | Gillian Russell        | Cheryl Dickey Patricia Girard |
| 1999 | Olga Schischigina         | Glory Alozie           | Keturah Anderson              |
| 2001 | Anjanette Kirkland        | Michelle Freeman       | Nicole Ramalalanirina         |
| 2003 | Gail Devers               | Glory Alozie           | Melissa Morrison              |
| 2004 | Perdita Felicien          | Gail Devers            | Linda Ferga-Khodadin          |
| 2006 | Derval O’Rourke           | Glory Alozie           | Susanna Kallur                |
| 2008 | Lolo Jones                | Candice Davis          | Anay Tejeda                   |
| 2010 | Lolo Jones                | Perdita Felicien       | Priscilla Lopes-Schliep       |
| 2012 | Sally Pearson             | Tiffany Porter         | Alina Talaj                   |
| 2014 | Nia Ali                   | Sally Pearson          | Tiffany Porter                |
| 2016 | Nia Ali                   | Brianna Rollins        | Tiffany Porter                |
| 2018 | Kendra Harrison           | Christina Manning      | Nadine Visser                 |
| 2022 | Cyréna Samba-Mayela       | Devynne Charlton       | Gabriele Cunningham           |
| 2024 | Devynne Charlton          | Cyréna Samba-Mayela    | Pia Skrzyszowska              |
| 2025 | Devynne Charlton          | Ditaji Kambundji       | Ackera Nugent                 |

### Weltbestenliste (Halle)

#### Männer
Alle Läufer mit einer Bestzeit von 7,47 s oder schneller
Letzte Veränderung: 2. März 2025
1. 7,27 s,  Grant Holloway, Albuquerque, 16. Februar 2024
2. 7,30 s,  Colin Jackson, Sindelfingen, 6. März 1994
3. 7,33 s,  Dayron Robles, Düsseldorf, 8. Februar 2008
4. 7,36 s,  Greg Foster, Los Angeles, 16. Januar 1987
5. 7,36 s,  Allen Johnson, Budapest, 6. März 2004
6. 7,36 s,  Terrence Trammell, Doha, 14. März 2010
7. 7,37 s,  Roger Kingdom Piräus, 8. März 1989
8. 7,37 s,  Anier García, Piräus, 9. Februar 2000
9. 7,37 s,  Tony Dees, Chemnitz, 18. Februar 2000
10. 7,37 s,  David Oliver, Stuttgart, 5. Februar 2011
11. 7,38 s,  Mark Crear, Sindelfingen, 8. März 1998
12. 7,38 s,  Trey Cunningham, Birmingham, 12. März 2022
13. 7,38 s,  Reggie Torian, Atlanta, 27. Februar 1999
14. 7,38 s,  Dylan Beard, New York City, 8. Februar 2025
15. 7,39 s,  Daniel Roberts, Madrid, 22. Februar 2023
16. 7,39 s,  Jakub Szymański, Łódź, 8. Februar 2025
17. 7,40 s,  Yoel Hernández, Madrid, 16. Februar 2000
18. 7,40 s,  Dexter Faulk, Albuquerque, 25. Februar 2012
19. 7,41 s,  Mark McKoy, Toronto, 14. März 1993
20. 7,41 s,  Courtney Hawkins, Barcelona, 12. März 1995
21. 7,41 s,  Falk Balzer, Chemnitz, 29. Januar 1999 (deutscher Rekord)
22. 7,41 s,  Liu Xiang, Birmingham, 18. Februar 2012
23. 7,41 s,  Dimitri Bascou, Berlin, 13. Februar 2016
24. 7,41 s,  Omar McLeod, Portland, 20. März 2016
25. 7,41 s,  Jason Joseph, Istanbul, 5. März 2023 (Schweizer Rekord)
26. 7,41 s,  Cameron Murray, New York City, 22. Februar 2025
27. 7,42 s,  Igors Kazanovs, Moskau, 25. Februar 1989
28. 7,42 s,  Anthony Jarrett, Liévin, 19. Februar 1995
29. 7,42 s,  Ladji Doucouré, Liévin, 26. Februar 2005
30. 7,42 s,  Wilhem Belocian, Toruń, 7. März 2021
31. 7,43 s,  Duane Ross, Atlanta, 28. Februar 1998
32. 7,43 s,  Aries Merritt, Albuquerque, 26. Februar 2012
33. 7,43 s,  Andrew Pozzi, Birmingham, 18. Februar 2017
34. 7,43 s,  Jarret Eaton, Albuquerque, 18. Februar 2018
35. 7,43 s,  Just Kwaou-Mathey, Liévin, 10. Februar 2024
36. 7,43 s,  Lorenzo Simonelli, Glasgow, 2. März 2024
37. 7,43 s,  Cordell Tinch, New York City, 8. Februar 2025
38. 7,43 s,  Johnny Brackins, New York City, 22. Februar 2025
39. 7,44 s,  Elmar Lichtenegger, Wien, 2. März 2002 (österreichischer Rekord)
40. 7,44 s,  Larry Wade, Fayetteville, 15. Februar 2003
41. 7,44 s,  Jewgeni Borissow, Moskau, 16. Februar 2008
42. 7,44 s,  Petr Svoboda, Prag, 27. Februar 2010
43. 7,45 s,  Pascal Martinot-Lagarde, Mondeville, 1. Februar 2014
44. 7,45 s,  Omo Osaghae, Sopot, 9. März 2014
45. 7,45 s,  Orlando Ortega, Łódź, 17. Februar 2015
46. 7,46 s,  Jewgeni Petschonkin, Moskau, 31. Januar 2002
47. 7,46 s,  Kevin Craddock, Albuquerque, 26. Februar 2012
48. 7,46 s,  Jeff Porter, Mondeville, 1. Februar 2014
49. 7,46 s,  Malachi Snow, 14. Februar 2025 in Lubbock
50. 7,47 s,  Ron Bramlett, Boston, 25. Februar 2007
51. 7,47 s,  Garfield Darien, Sopot, 9. März 2014
52. 7,47 s,  Liu Junxi, 23. Februar 2025 in Nanjing

#### Frauen
Alle Läuferinnen mit einer Bestzeit von 7,82 s oder schneller
Letzte Veränderung: 25. März 2025
1. 7,65 s,  Devynne Charlton, Glasgow, 3. März 2024
2. 7,67 s,  Tia Jones, Albuquerque, 16. Februar 2024
3. 7,67 s,  Ditaji Kambundji, Apeldoorn, 7. März 2025 (Europarekord)
4. 7,68 s,  Susanna Kallur, Karlsruhe, 10. Februar 2008
5. 7,69 s,  Ljudmila Naroschilenko, Tscheljabinsk, 4. Februar 1990
6. 7,70 s,  Sharika Nelvis, Albuquerque, 18. Februar 2018
7. 7,70 s,  Kendra Harrison, Birmingham, 3. März 2018
8. 7,72 s,  Lolo Jones, Doha, 13. März 2010
9. 7,72 s,  Ackera Nugent, Albuquerque, 10. März 2023
10. 7,72 s,  Nadine Visser, Apeldoorn, 7. März 2025
11. 7,72 s,  Grace Stark, Nanjing, 23. März 2025
12. 7,73 s,  Cornelia Oschkenat, Wien, 25. Februar 1989 (deutscher Rekord)
13. 7,73 s,  Sally Pearson, Istanbul, 10. März 2012
14. 7,73 s,  Christina Manning, Albuquerque, 18. Februar 2018
15. 7,73 s,  Cyréna Samba-Mayela, Glasgow, 3. März 2024
16. 7,74 s,  Jordanka Donkowa, Sofia, 14. Februar 1987
17. 7,74 s,  Michelle Freeman, Madrid, 3. Februar 1998
18. 7,74 s,  Gail Devers, Boston, 1. März 2003
19. 7,74 s,  Masai Russell, New York City, 22. Februar 2025
20. 7,74 s,  Pia Skrzyszowska, Nanjing, 23. März 2025
21. 7,75 s,  Bettine Jahn, Budapest, 5. März 1983
22. 7,75 s,  Perdita Felicien, Budapest, 7. März 2004
23. 7,75 s,  Danielle Williams, Clemson, 11. Februar 2022
24. 7,75 s,  Tobi Amusan, Boston, 4. Februar 2024
25. 7,76 s,  Gloria Siebert, Sindelfingen, 5. Februar 1988
26. 7,76 s,  Brianna McNeal, Portland, 12. März 2016
27. 7,76 s,  Laëticia Bapté, Miramas, 22. Februar 2025
28. 7,77 s,  Zofia Bielczyk, Sindelfingen, 1. März 1980
29. 7,77 s,  Jasmine Jones, Boston, 9. März 2024
30. 7,78 s,  Brigita Bukovec, Stuttgart, 7. Februar 1999
31. 7,78 s,  Denisha Cartwright, Iowa City, 25. Januar 2025
32. 7,79 s,  Kellie Wells, Albuquerque, 27. Februar 2011
33. 7,79 s,  Pamela Dutkiewicz, Leipzig, 18. Februar 2017
34. 7,79 s,  Reetta Hurske, Madrid, 22. Februar 2023
35. 7,80 s,  Carolin Dietrich, Paris, 4. März 2011
36. 7,80 s,  Tiffany Porter, Paris, 4. März 2011
37. 7,80 s,  Nia Ali, Albuquerque, 23. Februar 2014
38. 7,81 s,  Jackie Joyner-Kersee, Fairfax, 5. Februar 1989
39. 7,81 s,  Alia Armstrong, Fayetteville, 11. Februar 2022
40. 7,82 s,  Jelisaweta Tschernyschowa, Budapest, 5. März 1989
41. 7,82 s,  Monique Éwanjé-Épée, Paris, 23. Februar 1991
42. 7,82 s,  Glory Alozie, Madrid, 16. Februar 1999
43. 7,82 s,  Olga Schischigina, Liévin, 21. Februar 1999
44. 7,82 s,  Kimberly Carson, Madrid, 16. Februar 2000
45. 7,82 s,  Linda Ferga-Khodadin, Budapest, 7. März 2004
46. 7,82 s,  Priscilla Schliep, Stuttgart, 6. Februar 2000
47. 7,82 s,  Janay Deloach, Albuquerque, 23. Februar 2014
48. 7,82 s,  Jasmin Stowers, Albuquerque, 5. März 2017
49. 7,82 s,  Britany Anderson, Louisville, 12. Februar 2022
50. 7,82 s,  Gabriele Cunningham, Spokane, 27. Februar 2022
51. 7,82 s,  Alaysha Johnson, Val-de-Reuil, 4. Februar 2023

- österreichischer Rekord: Beate Schrott, 7,96 s, Wien, 23. Februar 2013